# Сен-Сорлен-де-Морестель
Сен-Сорле́н-де-Морсте́ль (фр. Saint-Sorlin-de-Morestel) — коммуна во Франции, находится в регионе Рона — Альпы. Департамент коммуны — Изер. Входит в состав кантона Морстель. Округ коммуны — Ла-Тур-дю-Пен.
Код INSEE коммуны — 38458. Население коммуны на 1999 год составляло 448 человек. Населённый пункт находится на высоте от 220  до 419  метров над уровнем моря. Муниципалитет расположен на расстоянии около 430 км юго-восточнее Парижа, 55 км восточнее Лиона, 55 км севернее Гренобля. Мэр коммуны — M. Lucien Vincent, мандат действует на протяжении 2001—2008 гг.
Динамика населения (INSEE):